# بخش وین (شهرستان اشتابولا، اوهایو)
بخش وین (به انگلیسی: Wayne Township) یک منطقهٔ مسکونی در ایالات متحده آمریکا است که در شهرستان آشتابولا، اوهایو واقع شده‌است.
 بخش وین ۶۲٫۴ کیلومتر مربع مساحت و ۶۳۰ نفر جمعیت دارد و ۳۳۸ متر بالاتر از سطح دریا واقع شده‌است.